# Долинский, Владимир Абрамович
Влади́мир Абра́мович Доли́нский (род. 20 апреля 1944, Москва) — советский и российский актёр, телеведущий. Заслуженный артист России (1994).

## Биография
Родился 20 апреля 1944 года в Москве в семье главного инженера Литфонда СССР, участника Великой Отечественной войны (майора) Абрама Юрьевича Долинского (1909—?), уроженца Анновки Елисаветградского уезда, и Зинаиды Ивановны Ефимовой. В 1966 году окончил Театральное училище имени Б. В. Щукина и был сразу зачислен в труппу Московского театра сатиры. Известность молодому актёру принесла роль Жени Ксидиаса в знаменитом спектакле по пьесе Льва Славина «Интервенция» в постановке В. Плучека (1967).
В 1970—1973 годах работал в Московском театре миниатюр.
Кинодебют Владимира Долинского состоялся в 1969 году в фильме «В тринадцатом часу ночи». На телевидении снимался в «Кабачке „13 стульев“», где играл пана Пепичека.
В 1973 году был осуждён за незаконные валютные операции. Освободился досрочно в 1977 году благодаря ходатайству труппы Театра сатиры.
В 1977—1980 годах актёр Театра им. Ленинского комсомола, но не добился в нём больших успехов. В конце 1970-х годов получил известность, снявшись в фильмах Марка Захарова «Обыкновенное чудо» и «Тот самый Мюнхгаузен». Вместе с Валентиной Леонтьевой в образе сказочного библиотекаря вёл передачу «В гостях у сказки».
С 1986 года был ведущим актёром театра «У Никитских ворот». Участвует в антрепризных спектаклях, снимается в телесериалах. Вёл такие телепередачи, как «Книжный магазин» (НТВ), «Я знаю всё!» (ТВ-6), «Лакомый кусочек», «Клуб ворчунов» (оба — ТВ Центр), «Вторая половина» («Россия»), «Большое кулинарное путешествие» («Первый канал») и другие.

## Личная жизнь
Первая жена — актриса Валентина Шендрикова.
Вторая жена была ленинградкой.
Третья жена — Татьяна, историк.
Четвёртый брак был фиктивным — женился, чтобы помочь другу переехать из Петербурга в Москву.
Пятая жена — Наталья Волкова, актриса.
Дочь Полина Долинская (род. 31 декабря 1988 года) — актриса. Окончила ВТУ им. М. С. Щепкина, играет в Малом театре и снимается в кино.
Внук  — Даниил (род. 19 августа 2022 года).

## Творчество

### Фильмография
- 1964 — Дайте жалобную книгу — парень во дворе (в титрах не указан)
- 1966 — Кабачок «13 стульев» — пан Пепичек (первый раз появляется в сценке про изменившую с местным парикмахером невесту, по рассказу «Месть»)
- 1969 — В тринадцатом часу ночи — Петя, телеоператор
- 1970 — В Москве проездом… — посетитель ресторана
- 1978 — Обыкновенное чудо — палач
- 1978 — Д’Артаньян и три мушкетёра — судейский (озвучил Г. Вицин)
- 1979 — Тот самый Мюнхгаузен — пастор
- 1980 — День на размышление — помощник
- 1983 — Сказка странствий
- 1987 — Покушение — Слава
- 1988 — Этот фантастический мир. Выпуск 14. «Умение кидать мяч» — врач (в титрах А. Долинский)
- 1989 — Биндюжник и Король — городовой
- 1990 — Гамбринус — эпизод
- 1990 — Зимняя вишня 2 — Бруевич
- 1990 — Страсти по Владимиру — чиновник Игорь Николаевич
- 1991 — Игра на миллионы — Генрих Эдуардович Менжиров
- 1994 — Полицейская академия 7: Миссия в Москве (США) — слуга в гостинице
- 1995 — Зимняя вишня 3 — Бруевич
- 1995 — Русский проект — импресарио («Верь в себя»)
- 1996 — Карьера Артуро Уи. Новая версия — делец «Треста»
- 1996 — Агапэ — юрист «Инюрколлегии»
- 1996 — Дела смешные - дела семейные
- 1996 — Последний курьер
- 1997 — Бедная Саша — главный инженер
- 1997 — Графиня де Монсоро — монах Горанфло
- 1999 — Директория смерти — Пётр Меднов, журналист и ведущий телепрограммы «Обыкновенное чудо»
- 1999 — Что сказал покойник — гипнотизёр
- 2000 — Ландыш серебристый — повар
- 2001 — След оборотня — Лев Фирман, судмедэксперт
- 2002 — Дронго — Яков Гольдберг
- 2002 — Дружная семейка — Котман Семён Львович
- 2003 — На углу, у Патриарших-3 — Леонид Захарович Знаменский / Шварц
- 2003 — Фаталисты
- 2003 — Удар Лотоса 3: Загадка Сфинкса — Гарсон
- 2003 — Next 3 — Адвокат Лавра
- 2004 — Московская сага — Шайтис
- 2004 — Красная площадь — Л. И. Брежнев
- 2004 — Пепел Феникса — Ефим Ильич Шаров
- 2004 — Холостяки — инструктор дядя Гриша
- 2004 — Чудеса в Решетове — Шпрех
- 2004 — Моя прекрасная няня — Аркадий Ижевский, отец Жанны
- 2004 — Параллельно любви — Дубинин
- 2004 — Стервы, или Странности любви
- 2004 — Ловушка для полтергейста
- 2005 — Анна — Семён Семёныч, телезвезда
- 2005 — Девочка с севера — Пётр Дойдсен
- 2005 — Любовь моя — Юрий
- 2005 — Последний бой майора Пугачёва — Браудэ
- 2005 — Рекламная пауза — Ноздрёв
- 2005 — Убить Бэллу — главврач психиатрической клиники
- 2005 — Звезда эпохи — Семён
- 2006 — Карамболь — Илья Моисеевич
- 2006 — Парк советского периода — Анатолий Александрович
- 2006 — Испанский вояж Степаныча — Адам Борисович Бабов
- 2006 — Бедная крошка — Жабий Президент
- 2006 — А Вы ему кто? — Иннокентий Езерский
- 2006 — Будем на ты — директор планетария
- 2006 — Волчица — адвокат Лачин
- 2006 — Провинциальные страсти
- 2006 — Сказка, рассказанная на ночь
- 2006 — Ангел-хранитель — Семён Фридрихович
- 2006 — Девочка с севера
- 2007 — В ожидании чуда
- 2007 — Тупой жирный заяц — Леонид Аронович
- 2007—2013 — Путейцы — Лев Семёнович
- 2007 — Любовь на острие ножа — хирург
- 2007 — Кровавая Мэри — Долинский
- 2007 — Ситуация 202 — акционер
- 2007 — Срочно в номер — продюсер
- 2007 — Ярик
- 2008 — Не отрекаются любя… — актёр Володя
- 2008 — Тени Фаберже — Виктор
- 2008 — Улыбка Бога, или Чисто одесская история
- 2008 — Мины в фарватере — шоумен
- 2008 — Мужчина для жизни
- 2008 — Аферисты — ювелир
- 2008 — Лето индиго — инопланетянин
- 2008 — Голоса рыб — Декан
- 2009 — Правосудие волков — Лёва Тауб
- 2009 — Стерва для чемпиона
- 2009 — Москва, я люблю тебя! — доктор
- 2009 — Вольф Мессинг — Петер Цельмейстер
- 2009 — Участковая — Сергей Панкратов, мошенник (3 серия: «Квартирный вопрос»)
- 2009 — Такова жизнь — Лев Комар
- 2010 — Промзона
- 2010 — Правосудие волков
- 2010 — На измене — постоялец гостиницы
- 2010 — Аптекарь
- 2010 — Дело Крапивиных — врач
- 2010 — Классные мужики — Евгений Григорьевич
- 2010 — Стерва для чемпиона — юрист
- 2010 — Старики — Авель Петрович (фильм «Союз нерушимый»)
- 2011 — Жизнь и приключения Мишки Япончика — Йоник Левандовский
- 2011 — Лето Индиго — инопланетянин
- 2011 — Охраняемые лица — Борис Петрович Смольников (6-я серия)
- 2011 — Назад к счастью, или Кто найдёт синюю птицу — инспектор Гранден/старуха-соседка
- 2012 — Петрович — Вадим Трофимович Краснов
- 2012 — Счастливы вместе — папа Лены (серия «Здравствуйте, я ваша папа»)
- 2013 — Интерны — Колесников (141-я серия)
- 2013 — Печать царя Соломона (мультфильм)
- 2013 — Не бойся, я с тобой! 1919 — Смит, комиссар английской разведки
- 2014 — Марьина роща-2 — Осип Наумович, тюремный врач
- 2015 — Между нот, или Тантрическая симфония — Леонид Лукинов
- 2015 — Курортный роман — Аркадий Тимофеевич
- 2016 — Крыша мира-2 — Валентин Францевич
- 2017 — Мир вашему дому! — Лейзер, мясник
- 2017 — Моя любимая свекровь-2 — Давид
- 2018 — Тайна печати дракона — иностранный посол
- 2022 — Ампир V — Энлиль Маратович
- 2024 — Противостояние — Сергей Альбертович

### Киножурнал «Ералаш»
- 2002 — Выпуск № 150 (сюжет «Террорист»)[11] — директор школы
- 2003 — Выпуск № 160 (сюжет «Кто круче?»)[12] — заключённый в камере
- 2004 — Выпуск № 174 (сюжет «Наглядный урок»)[13] — Аркадий Петрович, директор школы
- 2020 — Выпуск № 353 (сюжет «Алина-малина»)[14] — Степан Викторович, директор школы

Озвучание
- 2008 — Адмиралъ — Эссен — роль Андрея Толубеева

## Звания и награды
- Заслуженный артист Российской Федерации (6 июля 1994) — за заслуги в области театрального искусства[15]
- Орден Дружбы (9 мая 2005) — за заслуги в области культуры и искусства, многолетнюю плодотворную деятельность[16]